# Maenola braziliana
Maenola braziliana är en spindelart som beskrevs av Soares, Camargo 1948. Maenola braziliana ingår i släktet Maenola och familjen hoppspindlar. Inga underarter finns listade i Catalogue of Life.